# Ciniglia

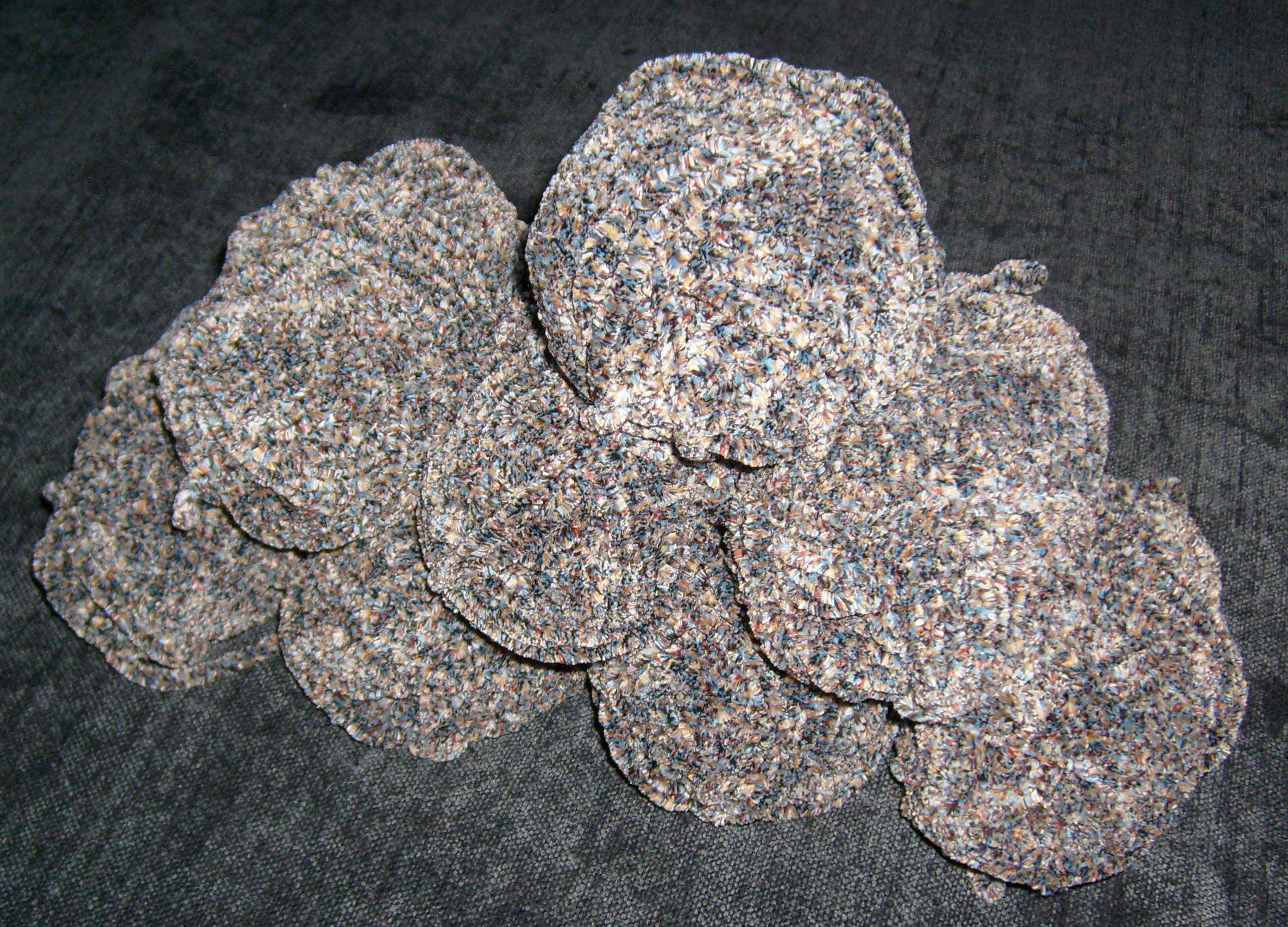
Gomitoli di ciniglia

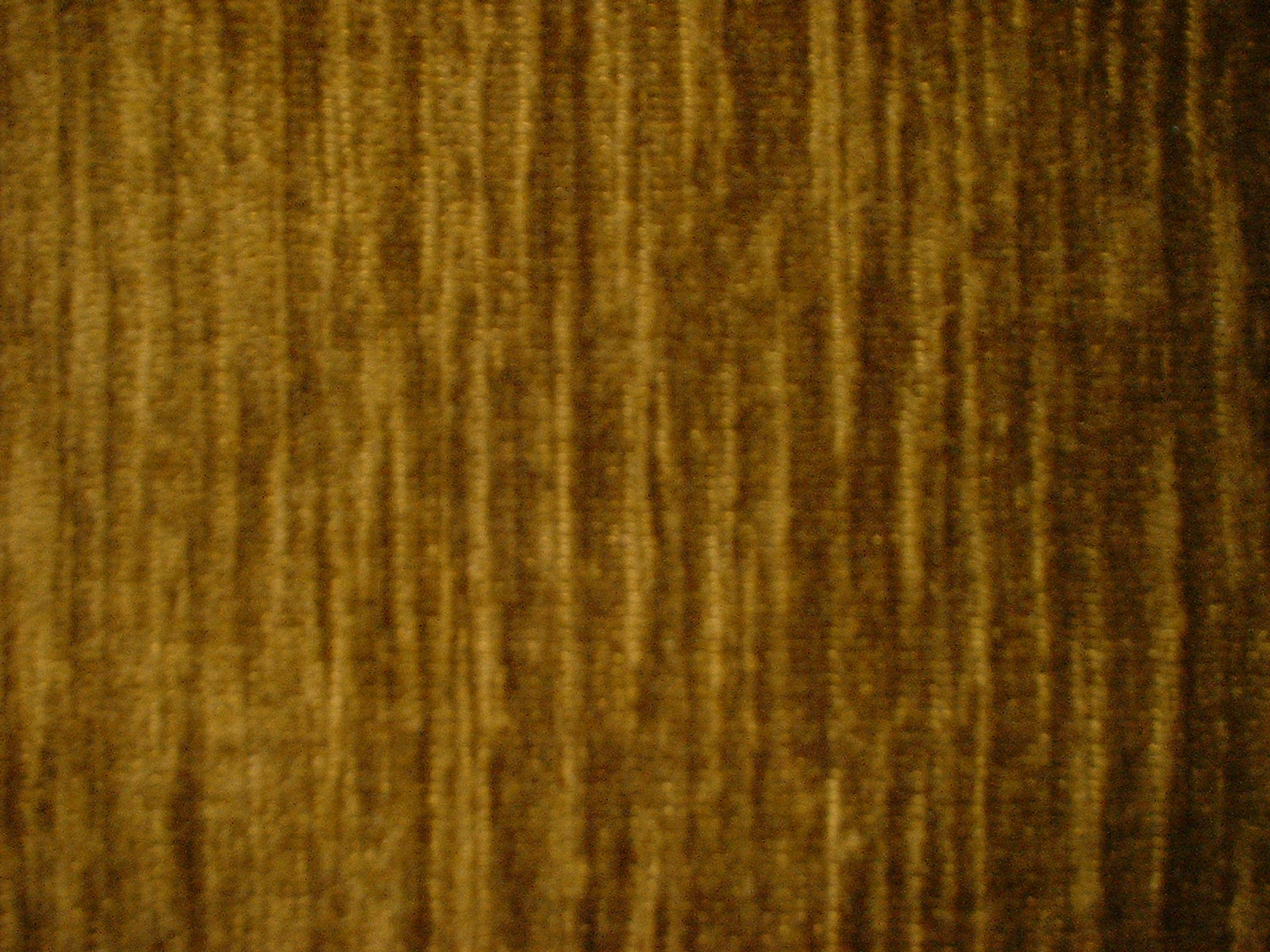
Tessuto di ciniglia

Ciniglia è un termine che indica sia un tipo di filato che un tessuto realizzato con vari materiali. Il nome viene dal termine francese chenille.

## Storia
Secondo gli storici, tale tipo di tessuto venne ideato in Francia verso la fine del XVIII secolo. A partire dai primi anni del XIX secolo le tecniche di lavorazione si affinarono e intorno agli anni 1930 divenne molto richiesto seguendo i dettami della moda. Infine il suo uso si diffuse moltissimo negli anni '70. Uno standard di produzione industriale si raggiunse solo nel 1990 con la creazione del Chenille International Manufacturers Association (CIMA).

## Filato
Questo filato è composto da due filati di materiale differente, uno sottile e robusto, l'altro più grosso e morbido. Due trefoli intrecciati, di filato sottile, formano l'anima del filo e una serie di pelucchi tagliati alla stessa altezza, detti "pelo", vengono bloccati dalla torsione dei trefoli dell'anima in posizione perpendicolare a questi. Sporgendo da entrambi i lati dei trefoli, il pelo dà corpo ad un filato di un certo spessore che per aspetto ed effetto assomiglia al velluto.

## Tessuto
Le stoffe di ciniglia sono realizzate a telaio anche come spugna, ma più frequentemente a maglia, sia a macchina che a mano. La lavorazione a maglia mette in risalto l'effetto velure della ciniglia, lasciando in evidenza il pelo, che viene invece schiacciato nella tessitura.
Il materiale più frequentemente usato sono le tecnofibre, rayon, acrilico, viscosa, ma se ne trova in commercio anche in cotone.